# 上原吉之助
上原 吉之助（うえはら きちのすけ、1887年（明治20年）9月28日 - 1971年（昭和46年））は、昭和期の政治家。長野県須坂市長（初代）。幼名・菅太郎。

## 来歴
長野県上高井郡須坂町（現須坂市）生まれ。のち吉之助を襲名した。須坂町消防組頭、須坂町警防団長を務めた。1929年（昭和4年）須坂町会議員となり連続5期在任。
1947年（昭和22年）須坂町長に当選し、高井郡町村会長、長野県治山協会常任理事を務めた。昭和の大合併では上高井郡1町2村の新設合併を実現した。
1954年（昭和29年）4月、市制施行に伴い初代市長となり、1958年（昭和33年）3月まで1期務めた。在任中は百々川の河川災害防止のための抜本的改修や、全市水道の敷設、新制中学校の建設などに尽力した。
1964年（昭和39年）須坂市名誉市民に選出された。